# 坂上鷹養
坂上 鷹養（さかのうえ の たかかい）は、平安時代初期の貴族。左京大夫・坂上苅田麻呂の六男。官位は従四位下・武蔵守。

## 経歴
嵯峨朝初頭の大同4年（809年）従五位下に叙爵し、翌弘仁元年（810年）薬子の変終結後に民部大輔に任ぜられる。まもなく陸奥介に任ぜられ、陸奥出羽按察使・文室綿麻呂に従って蝦夷征討に参画する。弘仁2年（811年）4月に大伴今人・佐伯耳麻呂と共に征夷副将軍に任ぜられると、10月に征討軍は一定の戦果を挙げ、12月には蝦夷征討の功労として大伴今人・佐伯耳麻呂と共に昇叙され、鷹養は従五位上となった。
その後、弘仁4年（813年）正五位下・武蔵守、弘仁7年（816年）従四位下と引き続き地方官を務めながら順調に昇進している。弘仁8年（817年）閏4月16日卒去。最終官位は散位従四位下。

## 官歴
『日本後紀』による。
- 時期不詳：正六位上
- 大同4年（809年） 10月29日：従五位下
- 弘仁元年（810年） 9月27日：民部大輔
- 弘仁2年（811年） 3月20日：見陸奥介。4月17日：征夷副将軍。12月13日：従五位上
- 弘仁4年（813年） 正月7日：正五位下。正月10日：武蔵守
- 弘仁7年（816年） 正月7日：従四位下
- 弘仁8年（817年） 閏4月16日：卒去（散位従四位下）

## 系譜
- 父：坂上苅田麻呂[1]
- 母：不詳
- 妻：不詳
  - 男子：坂上氏勝[2]